# Lúcio Antunes de Souza
Lúcio Antunes de Souza (* 13. April 1863 in São Sebastião do Rio Verde, Minas Gerais, Brasilien; † 19. Oktober 1923) war Bischof von Botucatu.

## Leben
Lúcio Antunes de Souza empfing am 31. Mai 1890 das Sakrament der Priesterweihe.
Am 20. Oktober 1908 ernannte ihn Papst Pius X. zum ersten Bischof von Botucatu. Der Erzbischof von São Sebastião do Rio de Janeiro, Joaquim Kardinal Arcoverde de Albuquerque Cavalcanti, spendete ihm am 15. November desselben Jahres die Bischofsweihe; Mitkonsekratoren waren der Bischof von Diamantina, Joaquim Silvério de Souza, und der emeritierte Bischof von Belém do Pará, Francisco do Rego Maia.